# 帆純まひろ
帆純 まひろ（ほずみ まひろ、1996年3月15日 - ）は、元宝塚歌劇団花組の男役スター。
兵庫県西宮市、市立甲陵中学校出身。身長169cm。愛称は「ほっちゃん」、「ほってぃ」、「かほんに」。
所属事務所はレトロワグラース。

## 来歴
2011年、宝塚音楽学校入学。
2013年、音楽学校卒業後、宝塚歌劇団に99期生として入団。入団時の成績は27番。雪組公演「ベルサイユのばら」で初舞台。
2014年、組まわりを経て花組に配属。
元雪組トップスター・早霧せいな似の容姿で注目を集め、2019年、仙名彩世退団公演となる「CASANOVA」で、新人公演初主演。99期から初の新人公演主演者誕生となった。
2022年のバウ・ワークショップ「殉情」で、バウホール公演初主演。
2024年5月26日、柚香光・星風まどかトップコンビ退団公演となる「アルカンシェル」東京公演千秋楽をもって、宝塚歌劇団を退団。
退団後は女優の柴咲コウが代表取締役を務めるレトロワグラース所属となり、芸能活動を再開。

## 人物
幼少の頃からバトントワリングに取り組み、全国大会では優勝常連のチームで腕を磨き、大阪・御堂筋パレードでも活躍した。
バトンの先生が宝塚ファンでもあり、2005年宙組公演「炎にくちづけを／ネオ・ヴォヤージュ」で宝塚を初観劇。ショーで楽しそうにキラキラと歌ったり踊ったりしている姿に感動。中学2年でバトン個人の部で全国大会に進出したのを機に、音楽学校の受験勉強に照準を切り替えた。

## 宝塚歌劇団時代の主な舞台

### 初舞台
- 2013年4 - 5月、雪組『ベルサイユのばら-フェルゼン編-』（宝塚大劇場のみ）

### 組まわり
- 2013年7 - 10月、月組『ルパン-ARSÈNE LUPIN-』『Fantastic Energy!』

### 花組時代
- 2014年6月、『ベルサイユのばら-フェルゼンとマリー・アントワネット編-』（中日劇場）
- 2014年8 - 11月、『エリザベート-愛と死の輪舞（ロンド）-』 - 新人公演：黒天使
- 2015年3 - 6月、『カリスタの海に抱かれて』 - 新人公演：スタン（本役：水美舞斗）『宝塚幻想曲（タカラヅカ ファンタジア）』
- 2015年7 - 8月、『ベルサイユのばら-フェルゼンとマリー・アントワネット編-』『宝塚幻想曲（タカラヅカ ファンタジア）』（梅田芸術劇場・台北国家戯劇院）[7]
- 2015年10 - 12月、『新源氏物語』 - 新人公演：六条御息所／柏木（本役：柚香光）『Melodia-熱く美しき旋律-』[8]
- 2016年2 - 3月、『For the people-リンカーン 自由を求めた男-』（ドラマシティ・KAAT神奈川芸術劇場） - 海軍兵／検察官／市民／司会者
- 2016年4 - 6月、『ME AND MY GIRL』（宝塚大劇場） - 新人公演：ジャクリーン・カーストン（ジャッキー）（本役：柚香光／鳳月杏）[8]
- 2016年6 - 7月、『ME AND MY GIRL』（東京宝塚劇場） - 新人公演：ジェラルド・ボリングボーク（本役：水美舞斗／芹香斗亜）[8]
- 2016年9月、『仮面のロマネスク』 - ルイ『Melodia-熱く美しき旋律-』（全国ツアー）
- 2016年11 - 2017年2月、『雪華抄（せっかしょう）』『金色（こんじき）の砂漠』 - 賊の男、新人公演：求婚者テオドロス（本役：柚香光）[8]
- 2017年3 - 4月、『仮面のロマネスク』 - ベルロッシュ男爵／ヴァルモンの影『EXCITER!!2017』（全国ツアー）
- 2017年6 - 8月、『邪馬台国の風』 - スサリ、新人公演：フルドリ（本役：柚香光）『Santé!!』[8]
- 2017年10月、『ハンナのお花屋さん-Hanna's Florist-』（TBS赤坂ACTシアター） - ヨージェフ
- 2018年1 - 3月、『ポーの一族』 - ペッペ／大道芸人／ピーター／テオ、新人公演：バイク・ブラウン／バイク・ブラウン4世（本役：水美舞斗）
- 2018年5月、『あかねさす紫の花』 - 有間皇子『Sante!!』（博多座）
- 2018年7 - 10月、『MESSIAH（メサイア）-異聞・天草四郎-』 - 長一郎、新人公演：松倉勝家（本役：鳳月杏）『BEAUTIFUL GARDEN-百花繚乱-』
- 2018年11 - 12月、『蘭陵王（らんりょうおう）-美しすぎる武将-』（ドラマシティ・KAAT神奈川芸術劇場） - 逍遥君
- 2019年2 - 4月、『CASANOVA』 - アントニオ・バレッチ、新人公演：ジャコモ・カサノヴァ（本役：明日海りお） 新人公演初主演[8][7]
- 2019年5月、『Dream On!』（バウホール）[注釈 1][11]
- 2019年6月、『恋スルARENA』（横浜アリーナ）[11]
- 2019年8 - 11月、『A Fairy Tale -青い薔薇の精-』 - マシュー、新人公演：ハーヴィー・ロックウッド（本役：柚香光）『シャルム!』
- 2020年1月、『マスカレード・ホテル』（ドラマシティ・日本青年館） - 杉下キャプテン
- 2020年7 - 11月、『はいからさんが通る』 - 辺面岩男
- 2021年4 - 7月、『アウグストゥス-尊厳ある者-』 - シンバ『Cool Beast!!』
- 2021年8 - 9月、『銀ちゃんの恋』（KAAT神奈川芸術劇場・ドラマシティ） - 橘
- 2021年11 - 2022年2月、『元禄バロックロック』 - ゲンゴエモン『The Fascination（ザ ファシネイション）!』
- 2022年3 - 4月、『TOP HAT』（梅田芸術劇場） - アルベルト・べディーニ
- 2022年6 - 9月、『巡礼の年〜リスト・フェレンツ、魂の彷徨〜』 - ジギスムンド・タールベルク『Fashionable Empire』[3]
- 2022年10月、『殉情（じゅんじょう）』（バウホール） - 佐助 バウWS主演[3][6][9]
- 2023年1 - 3月、『うたかたの恋』 - ホヨス伯爵『ENCHANTEMENT（アンシャントマン）-華麗なる香水（パルファン）-』
- 2023年5月、『舞姫』（バウホール） - 相沢謙吉[12]
- 2023年7 - 10月、『鴛鴦歌合戦（おしどりうたがっせん）』 - 平敦盛／八兵衛『GRAND MIRAGE!』
- 2023年11 - 12月、『激情』 - ダンカイレ『GRAND MIRAGE!』（全国ツアー）
- 2024年2 - 5月、『アルカンシェル』 - ロベール 退団公演[10]

### 出演イベント
- 2019年12月、タカラヅカスペシャル2019『Beautiful Harmony』
- 2021年1 - 2月、水美舞斗スペシャルライブ『Aqua Bella!!』[13]
- 2021年5月、華優希スペシャルライブ『華詩集』[14]

## 宝塚歌劇団退団後の主な活動

### 舞台
- 2024年12月、『RUNWAY』（梅田芸術劇場・KAAT神奈川芸術劇場）[15]